# Mikel Alonso
Mikel Alonso Olano (Tolosa, 16 de maio de 1980) é um  futebolista profissional espanhol, que atua como meia. Atualmente joga no Real Unión.

## Infância e juventude
Nasceu em 16 de maio de 1980, na cidade de Tolosa, província de Guipúzcoa, País Basco. É o filho mais velho do ex-jogador e ex-treinador Periko Alonso. Tem dois irmãos mais novos que também tem suas carreiras envolvidas com o futebol: Xabi Alonso, ex jogador de clubes como Liverpool, Real Madrid e Bayern Munique, e o mais novo, Jon, que é árbitro.
Assim como seu irmão, Xabi, deu seus primeiros passos no Antiguoko, uma equipe amadora de futebol de base da cidade de San Sebastián, e depois iniciou nas categorias de base da Real Sociedad.

## Carreira

### Real Sociedad e Numancia
Seu primeiro jogo com o Real Sociedad, time basco da Segunda División espanhola, foi em 22 de abril de 2001, jogando poucos minutos contra o Real Valladolid, no Estádio de Anoeta, casa do Real Sociedad. Porém, continuou jogando no time B do Real Sociedad até o final da temporada seguinte, 2001-02.
Em 2002, subiu à equipe principal do Real Sociedad. Durante suas duas primeiras temporadas, jogou apenas nove partidas na campanha de 2002-03 e três partidas em 2003-04. Sua posição na equipe titular estava sendo ocupada por seu irmão, Xabi Alonso e Mikel Aranburu, sendo assim, Mikel teve um papel secundário na temporada 2002-03.
Foi emprestado ao Numancia durante a janela de transferências de Inverno da temporada 2003-04. No clube da cidade de Sória, Mikel Alonso jogou muitas partidas e contribuiu para a ascensão dos sorianos à primeira divisão espanhola. Alonso, em uma grande atuação pessoal, foi autor de um dos gols que levou o time á elite do futebol espanhol.
Após a transferência de Xabi Alonso ao Liverpool FC, em 2004, Mikel retornou ao Real Sociedad para a temporada 2004-05. Jogou como titular as duas temporadas seguintes, sendo na segunda delas, 2005-06, o jogador mais utilizado pela equipe (37 partidas, 34 delas como titular).

### Bolton Wanderers
Na temporada 2007-08, o Real Sociedad na Segunda División espanhola, e Mikel estava à procura de novos ares. Foi então novamente emprestado, dessa vez ao Bolton Wanderers, da Premier League inglesa.
No início da temporada 2007-08, Alonso chegou a disputar sete partidas pela Premier League, além de partidas da UEFA Cup e da FA Cup.
No Bolton, porém, não conseguiu se firmar na equipe titular, permanecendo no clube inglês por apenas uma temporada, 2007-08.
Ao fim do empréstimo, em Junho de 2008, retornou ao Real Sociedad, mas o clube optou por dispensá-lo, já que Mikel não estava nos planos do treinador

### CD Tenerife
Permaneceu sem clube até Janeiro de 2009, quando chegou a receber uma proposta do Swansea City, do País de Gales, mas optou por retornar à Espanha e assinou contrato com o CD Tenerife, então na Segunda División espanhola.
Ajudou o Tenerife em seu retorno à La Liga, primeira divisão espanhola, e atualmente vem tendo chances na equipe titular da atual temporada.

### Charlton Athletic
Atuou pouco no Charlton e inclusive perdeu penalty, em partida frente ao Brentford

### Real Union
Em de 14 Julho de 2014, depois de dois anos sem clube, re-assinou um contrato com o clube basco na Segunda B.